# Castello di Tenno
Castello di Tenno ist eine Höhenburganlage auf einem Felsvorsprung in der italienischen Gemeinde Tenno am nördlichen Ende des Gardasees im Trentino.

## Geschichte

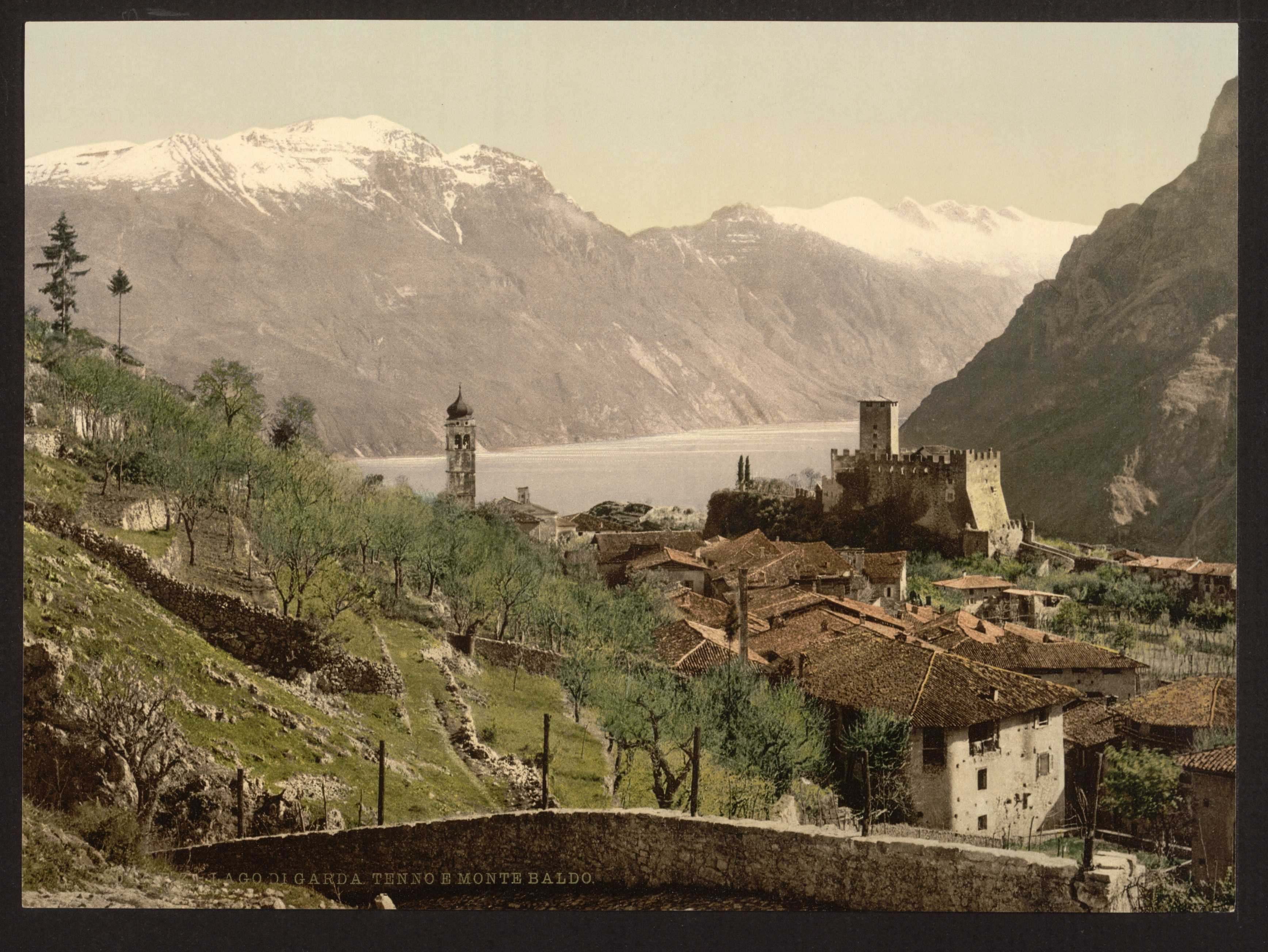
Historische Aufnahme um 1900 mit dem noch nicht eingestürzten Bergfried

Die Geschichte der Burg von Tenno ist durch die wechselnden Familien geprägt, die sie innehatten. Sie ist insofern auch ein Spiegelbild der wechselvollen Besitz- und Herrschaftsverhältnisse dieser Grenzregion am Nordufer des Gardasees ist.
Zum ersten Mal wurde die Burg zu Beginn des 13. Jahrhunderts erwähnt, als sie im Besitz der Grafen von Eppan und deren Ultener Linie war. Zwischen 1210 und 1211 traten diese den Bau im Tausch für andere Ländereien an den Bischof von Trient, Friedrich von Wangen, ab.
1260 wurden die Grafen von Arco als Verwalter der Burg eingesetzt, die auch bauliche Veränderungen vornahmen. 1284 kam sie unter die Kontrolle von Meinhard II. aber bereits 1314 war die Anlage erneut im Besitz des Bischofs von Trient.
Letzterer verkaufte die Burg in der Mitte des 14. Jahrhunderts an den Scaliger Mastino II. della Scala, der sie als Lehen an die Grafen von Arco vergab. In dieser Zeit wurde die Anlage vergrößert. Als die Scaliger 1387 vom nördlichen Gardasee verdrängt wurden, wechselte die Burg in kurzer Zeit mehrmals den Besitzer und gelangte in die Hände der Visconti, der Bischöfe von Trient und der Venezianer.
1439 wurde die Burg in die kriegerischen Auseinandersetzungen zwischen den Visconti unter ihrem Condottiere Niccolò Piccinino und den Venezianern unter dem Condottiere Francesco Sforza verwickelt. Nach einer am 9. November 1439 vor der Burg für die Visconti verlustreich ausgegangenen Schlacht, musste sich Piccinino fluchtartig in die Burg zurückziehen. Ihm gelang es aber, sich dem Zugriff durch die Venezianer unter Gattamelata mit Hilfe einer List zu entziehen, in dem er sich in einem Sack versteckte und sich mutig von einem Knecht durch die Reihen der Venezianer tragen ließ, die dachten, dass der Knecht ein Plünderer sei und es deshalb an der nötigen Wachsamkeit fehlen ließen. Die abenteuerliche Flucht wurde auch von Machiavelli in den Istorie Fiorentine (die Geschichte von Florenz) aufgegriffen.
1460 gelangte der Bau wieder unter die Obhut der Bischöfe von Trient. Ein von den Lodron in der Folgezeit ausgedachter Versuch, sich durch eine Verschwörung in den Besitz der Burg zu bringen, scheiterte und der Anführer der Verschwörung wurde zur Strafe gevierteilt und vor den Toren des Ortes zur Abschreckung zur Schau gestellt.
Unter dem Bischof Johannes Hinderbach wurde die Anlage mit Kanonen bestückt und restauriert, wovon eine Inschrift im Burghof zeugt. Dabei wurden Loggia, Küche, Unterkünfte für das Gesinde und Wohnräume vollständig neu errichtet.
Im tirolerisch-venezianischen Krieg von 1487 wurde sie nach Einnahme der venezianischen Festung von Rovereto durch die Tiroler im Gegenzug von den Venezianern belagert. Die von den Grafen von Arco angeführten Verteidiger konnten jedoch sämtliche Einnahmeversuche der aus Riva del Garda herbeigeeilten Venezianer vereiteln.
Während des Spanischen Erbfolgekrieges wurde die Burg von Tenno 1703 von den Franzosen unter General Vendôme eingenommen, überstand die Besatzung aber im Gegensatz zu vielen anderen Burgen der Umgebung, wie Castel Penede bei Nago oder die Burgen von Arco und Drena, relativ unbeschadet.
Bis zum 19. Jahrhundert verblieb die Burg von Tenno im Besitz der Bischöfe von Trient und kam erst dann in Privatbesitz. Im Jahre 1920 stürzte der viereckige 48 Meter hohe Bergfried ein.
Im August 1997 wurde sie von Klaus Zumwinkel für 1,5 Millionen Euro erworben und für Kosten in Höhe von etwa 1,5 Millionen Euro umgebaut, unter anderem mit einem Swimmingpool ausgestattet. Die Vorbesitzer waren zwei Ingenieure aus Belgien und Luxemburg, deren Erben die Burg veräußerten.